# 17 mars
17 mars är den 76:e dagen på året i den gregorianska kalendern (77:e under skottår). Det återstår 289 dagar av året.

## Återkommande bemärkelsedagar

### Nationaldagar
- Irland: Saint Patrick’s Day (till minne av landets skyddshelgon Sankt Patricks död denna dag någon gång under andra halvan av 400-talet)

### Helgdagar
- Det forntida Lettland: Kustonu Diena

### Andra händelser
- Kollektivavtalets dag - Den 17 mars är det kollektivavtalets dag.[1] Detta för att hylla och synliggöra den svenska modellen. Modellen med rikstäckande kollektivavtal är helt unik.[2]
- Hallongrottans dag. Temadag instiftad 2023.[3]

## Dagens namn

### I den svenska almanackan
- Nuvarande – Gertrud
- Föregående i bokstavsordning
  - Gertie – Namnet infördes på dagens datum 1986, men utgick 1993.
  - Gertrud – Namnet har, till minne av en belgisk abbedissa i Nivelles från 600-talet, funnits på dagens datum sedan gammalt och har inte flyttats.
  - Gölin – Namnet infördes på dagens datum 1986, men utgick 1993.
  - Görel – Namnet infördes 1986 på 3 maj. 1993 flyttades det till dagens datum och 2001 till 19 juni.
- Föregående i kronologisk ordning
  - Före 1901 – Gertrud
  - 1901–1985 – Gertrud
  - 1986–1992 – Gertrud, Gertie och Gölin
  - 1993–2000 – Gertrud och Görel
  - Från 2001 – Gertrud
- Källor
  - Brylla, Eva (red.): Namnlängdsboken, Norstedts ordbok, Stockholm, 2000. ISBN 91-7227-204-X
  - af Klintberg, Bengt: Namnen i almanackan, Norstedts ordbok, Stockholm, 2001. ISBN 91-7227-292-9

### Finlandssvenska almanackan
- Nuvarande från 1950[4] – Gertrud, Trude
- I föregående revideringar[a][5]
  - 1929–1949 – Gertrud

## Händelser
- 45 f.Kr. – Den romerske fältherren Julius Caesars trupper besegrar Pompejus den yngres armé i slaget vid Munda i Hispanien, vilket blir det sista avgörande slaget under det romerska inbördeskriget. En knapp månad senare låter Caesar avrätta Pompejus och då det sedan inte finns något organiserat motstånd mot Caesar kvar är kriget i praktiken över, varför Caesar kan återvända till Rom som segerherre.
- 1040 – Vid Harald Harfots död efterträds han som kung av England av sin halvbror Hardeknut, som redan är kung av Danmark sedan 1035. Vid Hardeknuts död två år senare upphör dock det danska väldet över England.
- 1058 – Den skotske kungen Lulach blir mördad av tronpretendenten Malkolm III, som nu utropar sig till ny kung av Skottland. Denne hävdar sin rätt till kungamakten genom att hans far Duncan I tidigare var kung, men blev dödad av Lulachs far Macbeth.
- 1719 – Ulrika Eleonora kröns till regerande drottning av Sverige och blir därmed den sista svenska regent som kröns i Uppsala domkyrka. Med undantag för Gustav IV Adolfs kröning 1800 (som hålls i Norrköping) genomförs alla efterföljande kröningar i Stockholm (fram till Oscar II:s 1873, som blir den sista).
- 1735 – Greve Axel Wrede Sparre grundar Svenska Frimurare Orden och Sveriges första frimurarloge. Vid detta första möte antas greve Carl Gustaf Tessin som frimurare och får de två första graderna.
- 1790 – En svensk flotteskader under Olof Rudolf Cederström förstör stora ryska krigsförråd under räden mot Baltischport.
- 1845 – Den brittiske uppfinnaren Stephen Perry tar patent på gummisnodden.
- 1861 – Som en del i Italiens enande låter det nybildade italienska parlamentet utropa Italien till kungarike med Sardiniens regent Viktor Emanuel II som sin första kung.[6]
- 1959 – En vecka efter att ett uppror har utbrutit mot det kinesiska styret i Tibet tvingas områdets religiöse ledare Dalai lama (Tenzin Gyatso) gå i landsflykt till Indien, där han fortfarande lever i idag (2025).
- 1969 – Den ukrainsk-amerikanska läraren Golda Meir väljs till Israels premiärminister, sedan företrädaren Levi Eshkol oväntat har avlidit den 26 februari. Hon har levt i Palestina sedan 1921 och tagit aktiv del i Israels politik sedan statens grundande 1948. Hon innehar sedan posten till 3 juni 1974.
- 1988 – Ett colombianskt Boeing 727-flygplan havererar i bergen vid gränsen mot Venezuela, varvid samtliga 136 passagerare och 7 besättningsmän omkommer.
- 1991 – En folkomröstning hålls i Sovjetunionen om landets framtid. 78 % röstar för att unionen ska bibehållas. Till årsskiftet upplöses den dock och ersätts av Oberoende staters samvälde (OSS). I flera sovjetrepubliker bojkottas omröstningen från officiellt håll, men där hålls istället frivilliga folkomröstningar, som inte är sanktionerade av myndigheterna. Resultatet i dessa återspeglar i stort det officiella resultatet.
- 2004 – Kosovoalbaner och serber drabbar samman i den kosovanska byn Caglavica, strax söder om huvudstaden Pristina. Under två dagar pågår oroligheter, där 22 människor dödas och över 200 skadas. Mer än 8 000 serbiska hem bränns ner, medan skolor och affärer vandaliseras. 35 serbisk-ortodoxa helgedomar förtörs, liksom mer 300 kloster och kyrkor, samt två moskéer i Belgrad och Niš. 14 svenska soldater i FN:s kforstyrka skadas under oroligheterna, medan en fransk soldat blir dödad.
- 2008 – Två barn, ett och tre år gamla, blir mördade, samtidigt som deras mamma blir allvarligt skadad i ett våldsdåd i Arboga. Senare under våren häktas tyskan Christine Schürrer och hon döms i februari 2009 till livstids fängelse för morden.

## Födda
- 1473 – Jakob IV, kung av Skottland 1488–1513
- 1621 – Hans Jakob Christoffel von Grimmelshausen, tysk författare
- 1685 – Jean-Marc Nattier, fransk målare
- 1754 – Manon Roland, fransk revolutionspolitiker och girondist
- 1764 – William Pinkney, amerikansk politiker, USA:s justitieminister 1811–1814
- 1772 – Charles Leclerc, fransk adjutant åt Napoleon I, gift med dennes syster Pauline
- 1832
  - Walter Q. Gresham, amerikansk politiker, USA:s finansminister 1884 och utrikesminister 1893-1895
  - Philip W. McKinney, amerikansk demokratisk politiker, guvernör i Virginia 1890–1894
- 1834 – Gottlieb Daimler, tysk ingenjör, konstruktör och industriman
- 1842 – Rosina Heikel, finländsk läkare (Finlands första kvinnliga)
- 1858
  - William E. Chilton, amerikansk demokratisk politiker, senator för West Virginia 1911–1917
  - Harald Molander, svensk författare och teaterregissör
- 1862 – Charles Laval, fransk konstnär, målare
- 1865 – Patrick Joseph Sullivan, irländsk-amerikansk politiker, senator för Wyoming 1929–1930
- 1866 – Augusta Lindberg, svensk skådespelare
- 1868 – Nathan E. Kendall, amerikansk republikansk politiker, kongressledamot 1909–1913, guvernör i Iowa 1921–1925
- 1873 – Wilhelm Kreis, tysk arkitekt
- 1879 – Jim Nance McCord, amerikansk politiker, guvernör i Tennessee 1945–1949
- 1881
  - Walter Hess, schweizisk fysiolog, mottagare av Nobelpriset i fysiologi eller medicin 1949
  - Signe Kolthoff, svensk skådespelare och sångare
- 1894
  - Meredith Frampton, brittisk målare
  - Nils Larsson i Östersund, svensk folkskollärare och socialdemokratisk politiker
- 1901 – Margit Rosengren, svensk operettsångare (sopran) och skådespelare
- 1902 – Bobby Jones, amerikansk golfspelare
- 1909 – Friedrich Buchardt, balttysk jurist och SS-officer
- 1912 – W. Haydon Burns, amerikansk demokratisk politiker, guvernör i Florida 1965–1967
- 1918
  - Ross Bass, amerikansk demokratisk politiker, senator för Tennessee 1964–1967
  - Mercedes McCambridge, amerikansk skådespelare
  - Osmo Isaksson, finländsk-svensk målare, tecknare och grafiker
- 1919 – Nat King Cole, amerikansk jazzpianist och jazzsångare
- 1922 – Gustaf Freij, svensk brottare, OS-guld 1948, OS-silver 1952, OS-brons 1960
- 1935 – Luis Goytisolo, spansk författare
- 1937 – Brian Sedgemore, brittisk politiker, parlamentsledamot för Labour 1974–1979 och 1983–2005
- 1938 – Rudolf Nurejev, sovjetisk balettdansör och skådespelare
- 1940 – Mark White, amerikansk demokratisk politiker, guvernör i Texas 1983–1987
- 1942 – John Wayne Gacy, amerikansk seriemördare
- 1943 – Said Oveissi, iransk-svensk skådespelare, manusförfattare och regissör
- 1944
  - Pattie Boyd, brittisk fotograf och fotomodell
  - John Sebastian, amerikansk musiker, medlem i gruppen The Lovin' Spoonful
- 1945 – Michael Hayden, amerikansk flygvapengeneral, chef för National Security Agency (NSA) 1999–2005 och för Central Intelligence Agency (CIA) 2006–2009
- 1946 – Georges J.F. Köhler, tysk biolog, mottagare av Nobelpriset i fysiologi eller medicin 1984
- 1947 – Jan Andersson, svensk socialdemokratisk politiker, EU-parlamentariker 1995–2008
- 1949 – Patrick Duffy, amerikansk skådespelare
- 1950
  - Rex Brådhe, svensk skådespelare och regissör
  - Kenneth Risberg, svensk skådespelare
- 1951 – Kurt Russell, amerikansk skådespelare
- 1954
  - Lesley-Anne Down, brittisk skådespelare
  - Stig Hansén, svensk författare och journalist
- 1955 – Gary Sinise, amerikansk skådespelare
- 1957
  - Sissela Kyle, svensk skådespelare och komiker
  - Mari Maurstad, norsk skådespelare och författare
- 1960
  - Torkel Knutsson, svensk skådespelare, filmproducent, sångare och regissör
  - Lotta Tejle, svensk sångare och skådespelare
- 1961
  - Alexander Bard, svensk musiker
  - Anna-Karin Palm, svensk författare och kulturskribent, ledamot av Svenska Akademien 2023–
- 1964 – Rob Lowe, amerikansk skådespelare
- 1967
  - Billy Corgan, amerikansk musiker och sångare
  - Ann Hallenberg, svensk operasångerska
- 1969 – Alexander McQueen brittisk modeskapare
- 1970 – Mikael Marcimain, svensk manusförfattare och regissör
- 1971 – Jakob Öqvist, svensk ståuppkomiker samt radio- och tv-programledare
- 1972 – Melissa Auf der Maur, kanadensisk sångare och basist
- 1973 – Daniel Ballart, spansk vattenpolospelare
- 1977
  - Linda Fagerström, svensk fotbollsspelare, VM-silver 2003
  - Tamar Braxton, amerikansk sångare
- 1986 – Edin Džeko, bosnisk fotbollsspelare
- 1987 – Rob Kardashian, amerikansk TV-profil
- 1988 – Grimes, kanadensisk musiker
- 1989
  - Mikael Backlund, svensk ishockeyspelare från Västerås
  - Alice B, svensk artist
- 1990 – Hozier, irländsk musiker
- 1992 – John Boyega, brittisk skådespelare
- 1997 – Katie Ledecky, amerikansk simmare

## Avlidna
- 180 – Marcus Aurelius, 58, romersk kejsare sedan 161
- 1040 – Harald Harfot, omkring 23, kung av England sedan 1037
- 1058 – Lulach, omkring 28, kung av Skottland sedan 1057
- 1272 – Go-Saga, 51, kejsare av Japan 1242–1246
- 1609 – Olaus Martini, 51, svensk kyrkoman, ärkebiskop i Uppsala stift sedan 1601
- 1619 – Denis Calvaert, 68, flamländsk konstnär
- 1650 – Carl Carlsson Gyllenhielm, 76, svensk friherre, fältmarskalk, riksråd och ståthållare, riksamiral sedan 1620, frilloson till Karl IX och Karin Nilsdotter
- 1680 – François de La Rochefoucauld, 66, fransk hertig, hovman och författare
- 1782 – Daniel Bernoulli, 82, schweizisk matematiker
- 1829 – Sofia Albertina, 75, svensk prinsessa
- 1846 – Friedrich Wilhelm Bessel, 61, tysk matematiker och astronom
- 1849 – Vilhelm II, 76, kung av Nederländerna och storhertig av Luxemburg sedan 1840
- 1853 – Christian Doppler, 49, österrikisk fysiker och matematiker
- 1870 – Karl Friedrich Neumann, 76, tysk orientalist och historiker
- 1888 – Horace Fairbanks, 67, amerikansk republikansk politiker, guvernör i Vermont 1876–1878
- 1893 – Jules Ferry, 60, fransk politiker, Frankrikes konseljpresident 1880–1881 och 1883–1885
- 1898 – Blanche Bruce, 57, amerikansk republikansk politiker, senator för Mississippi 1875–1881
- 1904 – Gideon C. Moody, 71, amerikansk republikansk politiker, senator för South Dakota 1889–1891
- 1909 – William Robert Taylor, 88, amerikansk demokratisk politiker, guvernör i Wisconsin 1874–1876
- 1917 – Franz Brentano, 78, tysk filosof och psykolog
- 1919 – George W.E. Russell, 66, brittisk politiker och författare
- 1926 – Aleksej Brusilov, 72, rysk armégeneral
- 1937 – Austen Chamberlain, 73, brittisk politiker, mottagare av Nobels fredspris 1925
- 1948 – Johan Eklöf, 72, svensk skådespelare
- 1956 – Irène Joliot-Curie, 58, fransk fysiker och kemist, mottagare av Nobelpriset i kemi 1935
- 1958 – Roscoe C. McCulloch, 77, amerikansk republikansk politiker, senator för Ohio 1929–1930
- 1961 – Arthur Raymond Robinson, 80, amerikansk republikansk politiker, senator för Indiana 1925–1935
- 1963 – Adalberto Libera, 59, italiensk arkitekt
- 1964 – William Seymer, 73, svensk tonsättare och musikskriftställare
- 1983 – Haldan Keffer Hartline, 79, amerikansk fysiolog, mottagare av Nobelpriset i fysiologi eller medicin 1967
- 1987 – Marianne Ljunggren, 55, svensk dansare, skådespelare, revy- och varietéartist
- 1990 – Capucine, 62, fransk skådespelare
- 1993 – Helen Hayes, 92, amerikansk teater- och filmskådespelare
- 1994
  - Ellsworth Vines, 82, amerikansk tennisspelare
  - Mai Zetterling, 68, svensk skådespelare och regissör
- 1995 – Flor Contemplacion, 42, filippinskt hembiträde, dömd för mord (avrättad)
- 2001 – Ingrid Borthen, 87, svensk skådespelare
- 2004 – Ingegerd ”Sudden” Eriksson, 71, svensk artist och låtskrivare
- 2005
  - George F. Kennan, 101, amerikansk diplomat, politisk rådgivare, statsvetare och historiker
  - Czesław Słania, 83, svensk-polsk frimärks- och sedelgravör
- 2006
  - Oleg Cassini, 92, franskfödd amerikansk modeskapare
  - Anders Gustâv, 59, svensk moderat politiker, kommunalråd i Solna kommun
  - G. William Miller, 81, amerikansk politiker, chef för USA:s centralbank 1978–1979, USA:s finansminister 1979–1981
- 2007 – Bo Sigheden, 66, svensk journalist
- 2011
  - Eric Enlund, 92, svensk folkpartistisk politiker, Sveriges jordbruksminister 1978–1979
  - Michael Gough, 94, brittisk skådespelare
  - Abdel Moneim El-Guindi, 74, egyptisk boxare
- 2012
  - John Demjanjuk, 91, ukrainsk-tysk nazistisk krigsförbrytare
  - Shenouda III, 88, påve och patriark av Alexandria (ledare för koptisk-ortodoxa kyrkan) sedan 1971
- 2014 – Luann Bambrough, 49, amerikansk modedesigner och fotomodell med artistnamnet L’Wren Scott
- 2015 – Greta Liming, 94, svensk skådespelare
- 2016 – Larry Drake, 66, amerikansk skådespelare
- 2017 – Derek Walcott, 87, luciansk författare, mottagare av Nobelpriset i litteratur 1992
- 2019 – Manohar Parrikar, 63, indisk politiker
- 2020 – Betty Williams, 76, nordirländsk fredsaktivist, mottagare av Nobels fredspris 1976
- 2021 – Berit Carlberg, 79, svensk sångare, skådespelare, regissör och revyprimadonna
- 2023 – Lance Reddick, 60, amerikansk skådespelare och musiker